# Ерік Шамп
Ерік Шамп (фр. Éric Champ; нар. 8 червня 1962, Тулон, Франція) — колишній французький регбіст; зазвичай грав на позиції лівого фланкера або номера 8.

## Спортивна кар'єра
За весь час тривання своєї кар'єри регбіста Ерік Шамп був вірний одній команді, Тулон. Разом з нею, їм вдалось виграти два чемпіонати Франції у 1987 і 1992 році. Після отримання серйозної травми мусів залишити свою кар'єру регбіста.

## Французькі Варвари
31 жовтня 1992 року, Ерік заграв перший раз разом з командою Французьких Варварів у матчі проти збірної Південної Африки в Лілль. Барбари виграли змагання (25:20).
1 червня 1993 року, Ерік був вибраний капітаном Варварів під час матчу з командою 15 президент в Греноблі. Варвари знову отримали перемогу 92:34. 11 листопада 1993, Шамп надалі був капітаном Барбаріанс Франсе. На цей раз Варвари зустрілись зі збірною Австралії в Клермон-Ферран і програли (26:43).
У 1994 році, Ерік поїхав в турне по Австралії. 26 червня того ж року, Варвари виступили проти Сиднейського університету. Варвари виграли 62:36. 29 червня, Французькі Варвари зустрілись з Австралійськими Варварами на Сідней Крокет Граунд. Французькі Варвари здобули перемогу (29:20).

## Спортивні досягнення
Чемпіонат Франції:
- Чемпіон: 1987, 1992
- Фіналіст: 1985, 1989

Шаленж Ів дю Мануар:
- Фіналіст: 1983

Кубок світу:
- Фіналіст: 1987

Великий Шолом:
- Переможець: 1987

Турнір п'яти націй:
- Переможець: 1986, 1987, 1988, 1989